# Let Me Be Your Valentine
A Let Me Be Your Valentine a Scooter 1996-ban megjelent kislemeze, a második kislemez az Our Happy Hardcore című albumukról. A dal kifejezetten gyors tempójával illeszkedik arra a sorba, amely 1995-1996 körül jellemezte az együttest.

## Számok listája
1. Let Me Be Your Valentine (The Complete Work) - 05:42
2. Let Me Be Your Valentine (Edit) – 03:47
3. Eternity – 05:19
4. The Silence of T. 1210 MK II– 01:31

A bakelitváltozaton csak a The Complete Work (amely többé-kevésbé megegyezik az Our Happy Hardcore albumverzióval) és az "Eternity" hallható, a francia változatra azonban felkerült az Edit, illetve a "The Silence of T. 1210 MK II". Ez utóbbi nem is egy dal, hanem körülbelül egy percig egy lejárt lemezjátszó -a méltán nagy hírű Technics SL 1210 MK II- kattogása hallható, majd a legvégén egy zenei alap indul be egyre gyorsabban és gyorsabban. Ez csak azért került fel a kislemezre, mert a kiadónak elvárása volt, hogy valamivel töltsék még ki a szabad helyet.

### Let Me Be Your Valentine - The Remixes
1996. április 14-én jelent meg a remixeket tartalmazó kiadvány CD-n, tíz nappal később pedig bakeliten is.
1. Let Me Be Your Valentine (Commander Tom Remix) - 8:04
2. Let Me Be Your Valentine (Itty-Bitty Boozy-Woozy`s Blue Mega Blast) - 6.23
3. Let Me Be Your Valentine (Shahin & Simon Mix) 5:21

## Más változatok
A kislemez régen lekerült már a koncertek műsoráról. Utoljára a 90-es évek végén játszották, egy 1999-es berlini koncerten felvett változata, amelyben az átdolgozott "Waiting For Spring"-gel alkot egy medley-t, megtalálható a "Back To The Heavyweight Jam" limitált változatán.

## Videoklip
A dalhoz tartozó videoklipben a Vérbeli hajsza című filmhez hasonló módon a Scooter tagjait lekicsinyítik, hogy egy szerelmi bánattól szenvedő nő testébe kerülve megmentsék őt.

## Közreműködtek
- H.P. Baxxter (szöveg)
- Rick J. Jordan, Ferris Bueller (zene)
- Jens Thele (producer)
- Marc Schilkowski (borító)
- Andreas Kees (fényképek)
- Tom Weyer (Commander Tom Remix)
- Addy van der Zwan és Koen Groeneveld (Itty-Bitty Boozy-Woozy`s Blue Mega Blast)
- Shahin Moshirian és Michael Simon (Shahin & Simon Mix)

## Érdekességek
- A kislemez Magyarországon egy közkeletű félrehallás révén "Lesz még nékem Babettám" címmel is ismert volt.